# Nonglard
 Nonglard  es una comuna francesa del departamento de Alta Saboya en la región de Auvernia-Ródano-Alpes.

## Demografía
| 224 | 208 | 240 | 313 | 391 | 471 | 485 | 572 |
| Para los censos de 1962 a 1999 la población legal corresponde a la población sin duplicidades (Fuente: INSEE [Consultar]) |     |     |     |     |     |     |     |